# 3904 Honda
3904 Honda eller 1988 DQ är en asteroid i huvudbältet som upptäcktes den 22 februari 1988 av den australiensiske astronomen Robert H. McNaught vid Siding Spring-observatoriet. Den är uppkallad efter den japanska astronomen Minoru Honda.
Asteroiden har en diameter på ungefär 14 kilometer.